# Damien Kabengele
Damien Tshingambu Mulowayi Kabengele, né le 4 février 1981 à Kinshasa au Zaïre, est un handballeur franco-congolais, évoluant au poste d'arrière gauche.

## Biographie
Natif de Kinshasa, Damien Kabengele suit sa famille en région parisienne puis au Vigan (Gard) où il commence le handball avec son frère Christophe,. Tous deux rejoignent ensuite le Montpellier Handball où ils jouent leur premiers matchs professionnels. Il y remporte 8 titres de Champion de France, six Coupes de France et surtout la Ligue des champions en 2003.
Son temps de jeu ayant diminué notamment au profit de Nikola Karabatic, il rejoint en 2006 en compagnie d'Andrej Golić le club croate du RK Zagreb. Peu utilisé, il rejoint en janvier 2007 l'Eintracht Hildesheim, promu en Championnat d'Allemagne. Malgré plus de 100 buts marqués en une demi-saison, il ne peut empêcher son club de terminer dernier et d'être relégué. Il rejoint alors à l'intersaison un autre club allemand, le SC Magdebourg.
En 2010, il rentre en France au Fenix Toulouse Handball. En janvier 2013, il rompt unilatéralement son contrat avec le Fenix Toulouse, notamment en raison de problèmes de salaires, et termine sa saison dans le club qatarien d'Al Ahly. A l'été 2013, il retourne alors à l'Eintracht Hildesheim.
Il passe en parallèle ses diplômes pour devenir entraineur. Il met ainsi un terme à sa carrière de joueur en 2014 en devenant entraîneur du HBC Château-Renard. En 2016, il est le sélectionneur de la République démocratique du Congo au Championnat d'Afrique des nations.

## Palmarès

### Club
Sauf précision, le palmarès a été acquis avec le Montpellier Handball.
Compétitions internationales
- Vainqueur de la Ligue des champions (1) : 2003

Compétitions nationales
- Vainqueur du Champion de France (8) : 1998, 1999, 2000, 2002, 2003, 2004, 2005 et 2006
- Vainqueur de la Coupe de France (6) : 1999, 2000, 2001, 2002, 2003, 2005
- Vainqueur de la Coupe de la Ligue (1) : 2005
- Vainqueur du Champion de Croatie (1) : 2007 (avec RK Zagreb)
- Vainqueur de la Coupe de Croatie (1) : 2007 (avec RK Zagreb)

### Récompenses individuelles
- Élu meilleur défenseur de la saison en championnat de France (1) : Saison 2003-2004